# Bomber B-Programm
Bomber B-Programm – niemiecki program lotniczy z okresu II wojny światowej, którego założeniem było zaprojektowania samolotu bombowego o dużym zasięgu pozwalającym na dotarcie do każdego miejsca na Wyspach Brytyjskich, o dużym udźwigu bomb i osiągach które miały znacznie przewyższać osiągi innych ówczesnych samolotów.  W ramach programu zaprojektowano cztery samoloty Arado E.340, Dornier Do 317, Focke-Wulf Fw 191 i Junkers Ju 288 z których żadnej jednak nie wszedł do produkcji seryjnej.

## Historia
Na początku lipca 1939 Biuro Techniczne Reichsluftfahrtministerium (RLM - nazistowskiego Ministerstwa ds. Lotnictwa) rozpisało konkurs na szybki samolot bombowy o zasięgu pozwalającym na dotarcie do każdego miejsca Wysp Brytyjskich.  Założono także, że nowy samolot miał mieć duży udźwig bomb wynoszący 4000 kilogramów i osiągi znacznie przewyższające ówczesne konstrukcje tego typu.  Napęd nowego samolotu miały stanowić silniki gwiazdowe typu Junkers Jumo 9222 lub Daimler Benz DB 9-604, które były dopiero opracowywane.  Od nowego samolotu wymagano także aby był wyposażony w kabinę ciśnieniową dla czteroosobowej załogi i mógł być używany także do jako bombowiec nurkujący.  Konkurs został rozpisany przede wszystkim z myślą o firmach Arado, Dornier, Junkers i Focke-Wulf, każda z nich została poproszona o zaprojektowanie jednego modelu.
Pierwszym samolotem zgłoszonym do konkursu był dwubelkowy Arado E.340, który został jednak odrzucony przez RLM właśnie z powodu jego nieortodoksyjnego układu.  Drugim samolotem zgłoszonym do konkursu był Dornier Do 317, powstały dwa prototypy tego samolotu i pięć egzemplarzy przedprodukcyjnych ale i ta maszyna nie została wysoko oceniona przez RLM nie weszła do produkcji.  Projekty dwóch pozostałych samolotów,  Focke-Wulf Fw 191 i Junkers Ju 288, zostały ocenione znacznie lepiej i RLM zleciło dalsze prace nad nimi  Fw 191 wzbił się w powietrze na początku kwietnia 1942, ale z powodu niedostępności obiecanych silników Junkersa musiał używać silników BMW 9-801 o mniejszej mocy.  Także Daimler Benz borykał się ze znacznymi problemami z opracowywanymi silnikami DB 9-604 i ostatecznie zrezygnowano z ich produkcji.  W tym czasie w zakładach Junkersa kontynuowano prace nad Ju 288 ale po wielu miesiącach wysiłku zrezygnowano z produkcji także i tego samolotu z powodu braku odpowiednich silników.  Ostatecznie cały program zakończył się fiaskiem, z wyjątkiem kilku prototypów i model przedprodukcyjnych żaden z zaprojektowanych samolotów nie wszedł do produkcji seryjnej.